# Onkamojärvi
Onkamojärvi eller ryska: Ozero Onkamoyarvi är en sjö i Finland på gränsen till Ryssland. Den ligger i kommunen Salla i landskapet Lappland, i den norra delen av landet, 800 km norr om huvudstaden Helsingfors. Onkamojärvi ligger 290,5 meter över havet. Den är 5 meter djup. Arean är 19,05 kvadratkilometer och strandlinjen är 44,13 kilometer lång. Sjön  ingår i Koundaälvens huvudavrinningsområde.   
I övrigt finns följande i Onkamojärvi:
- Peurasaari (en ö)
- Vitsinsaari (en ö)
- Markuksen Aittasaari (en ö)
- Nilisaari (en ö)
- Kätkänsuusaari (en ö)
- Majavasaari (en ö)
- Kallunkisaari (en ö)
- Karvastekemäsaari (en ö)
- Paltsarsaari (en ö)
- Oravasaari (en ö)
- Lujesaaret (en ö)
- Talvitiensuusaari (en ö)
- Saaranpaskantamasaari (en ö)
- Tossonsaari (en ö)